# Tigeciklin
Tigeciklin je glicilciklinski antibiotik koji je razvila kompanija Francis Tali i koji proizvodi i prodaje Wyeth pod iemnom Tigacil. Ovaj lek je FDA odobrila 2005. On je razvijen u responsu na rastuću prevalenciju otpornosti na antibiotike kod bakterija poput Staphylococcus aureus i Acinetobacter baumannii. Enterobacteriaceae otporne na višestruke lekove usled dejstva enzima Nju Delhi metalo-beta-laktamaza su isto tako podložen tigeciklinu.

## Struktura
Ovaj antibiotik je prvi klinički dostupan lek u novoj klasi antibiotika zavanih glicilciklini. On je strukturno sličan sa tetraciklinima po tome što sadrži centralni skeleton sa četiri prstena. On je derivat minociklina. Tigeciklin je supstitutuisan na D-9 poziciji za šta se smatra da uzrokuje širok spektar aktivnosti.

## Mehanizam dejstva
Tigeciklin je bakteriostatik i inhibitor proteinske sinteze putem vezivanja za 30S ribozomalnu podjedinicu bakterija čime blokira pristup Aminoacil-tRNK u A mesto ribozoma tokom prokariotske translacije.

## Sinonimi
- [6]
- Tigacil

## Spoljašnje veze
- Архивирано на веб-сајту  (6. јул 2008)

|  | Molimo Vas, obratite pažnju na važno upozorenje u vezi sa temama iz oblasti medicine (zdravlja). |